# Route nationale 503
Pour les articles homonymes, voir Route 503.
La route nationale 503 a d'abord été une route nationale française reliant, avant les déclassements de 1972, Riotord à Saint-Pierre-de-Bœuf. Ensuite, elle a été une route reliant La Roche-sur-Foron à Findrol, dans la commune de Contamine-sur-Arve.

## Ancien tracé de Riotord à Saint-Pierre-de-Bœuf
Ce tracé a été déclassé en RD 503.
- Riotord
- Saint-Sauveur-en-Rue
- Bourg-Argental
- Saint-Julien-Molin-Molette
- Saint-Appolinard
- Maclas
- Lupé
- Malleval
- Saint-Pierre-de-Bœuf

## Ancien tracé de La Roche-sur-Foron à Findrol

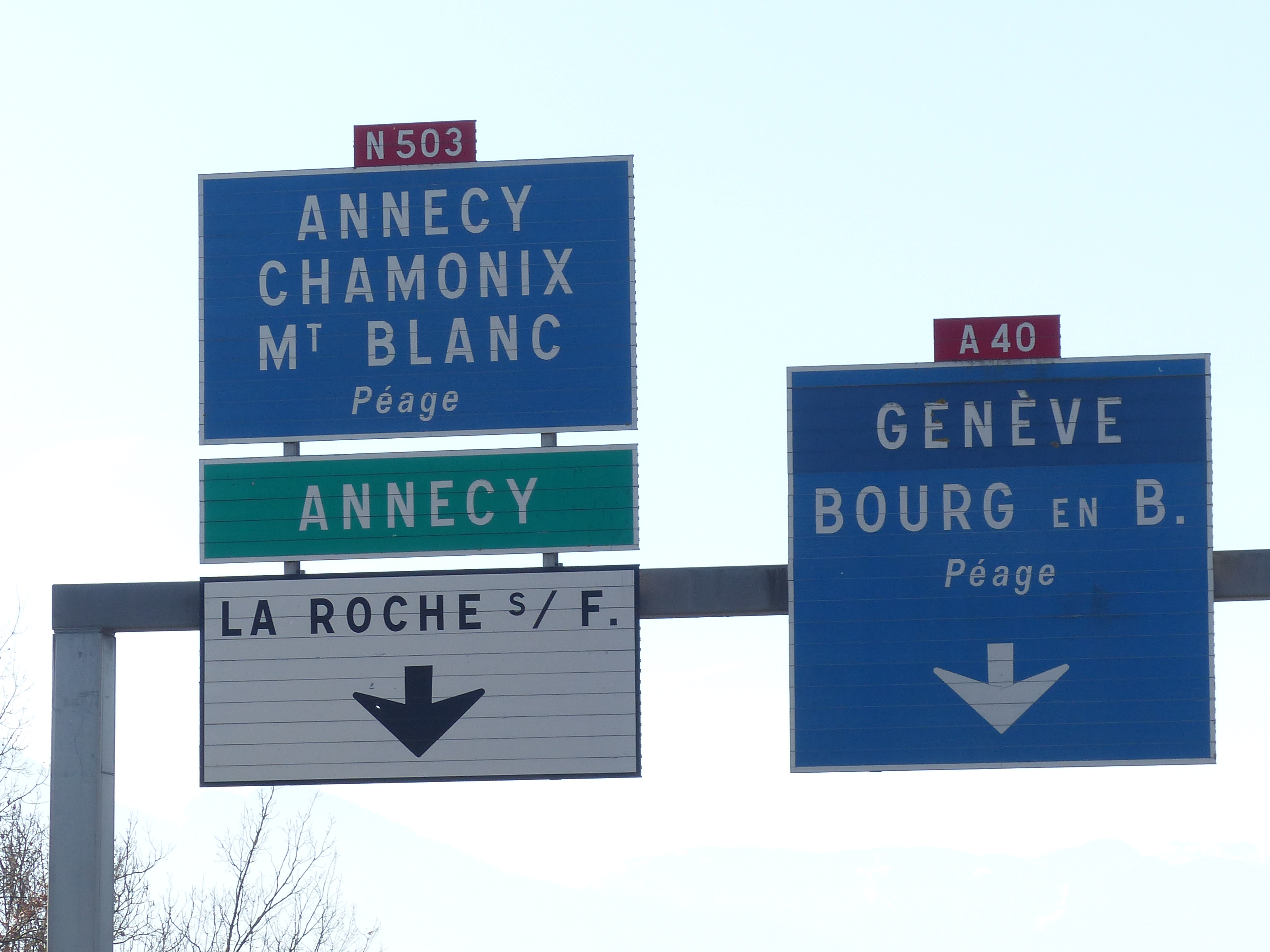
Cartouche N 503 encore visible en 2019 près de Findrol.

Après le tracé de Riotord à Saint-Pierre-de-Bœuf, le nom de RN 503 fut attribué à une route reliant la Roche-sur-Foron à Findrol, dans la commune de Contamine-sur-Arve. À la suite des transferts des routes nationales aux départements, elle est rebaptisée RD 903, dans la continuité de la route du même nom venant de Thonon-les-Bains.